# Шмарьян Олександр Соломонович
Олександр Соломонович Шмарьян — радянський дослідник у галузі психіатрії, випускник Київського медичного інституту. Доктор медичних наук, професор, керівник клінічних підрозділів з психіатрії в Москві у 1930-х—1940-х роках. Звільнений під час «павловської сесії» 1950—1951 років. Засновник нейропсихіатрії в СРСР. Народився в Україні.

## Біографія
Закінчив Київський медичний інститут 1927 року. Після того працював завідувачем відділення Київської психіатричної лікарні. На початку 1930-х очолив нейропсихіатричну клініку в Державному центральному науково-дослідницькому інституті психіатрії ім. В.В. Крамера  НКОЗ РСФРР, у 1937—1950 роках був його науковим керівником. З 1932 року на запрошення Миколи Бурденка очолив групу психіатричних досліджень у Московському інституті нейрохірургії. Паралельно завідував відділом психіатрії у Всесоюзному інституті експериментальної медицини.
У 1950 році «павловської сесії» Шмарьяна розкритикували як науковця, що «відхилився від павловського вчення», а 1951 року атакували як такого, хто «не визнав свої помилки».
Після 1951 року працював консультантом у Московській психіатричній лікарні №1 імені Кащенка.

## Наукові праці
- Столбун Д. Е., Шмарьян А. С. (1932). Письмо тов. Сталина и задачи невропсихиатрического фронта. Советская невропатология, психиатрия и психогигиена, (1-2), 9.
- Шмарьян А. С. (1933). К клинике и генезу шизофреноподобного синдрома и родственных ему состояний при специфических психозах— прогрессивном параличе и сифилисе мозга. Совет. невр., псих. и психолог, (3), 12-24.
- Шмарьян А. С. (1934). К вопросу о психофизиологических закономерностях деперсонализации. Советская невропатология, психиатрия и психогигиена, 3 (6).
- Выготский Л. С., Гиляровский В. А., Гуревич М. О., Кроль М. Б., Шмарьян А. С. (1934). Фашизм в психоневрологии. — М, 18-28.